# Dominice
Dominice (prononciation : [dɔmiˈnit͡sɛ]) est un village polonais de la gmina de Włoszakowice dans le powiat de Leszno de la voïvodie de Grande-Pologne dans le centre-ouest de la Pologne.
Il se situe à environ 5 kilomètres à l'ouest de Włoszakowice (siège de la gmina), à 21 kilomètres au nord-ouest de Leszno (siège du powiat) et à 67 kilomètres au sud-ouest de Poznań (capitale régionale).

## Histoire
De 1815 à 1945, Domnik fait partie de l'arrondissement de Fraustadt.
De 1975 à 1998, le village faisait partie du territoire de la voïvodie de Leszno.

Depuis 1999, Dominice est situé dans la voïvodie de Grande-Pologne.